# Interagency Hotshot Crew

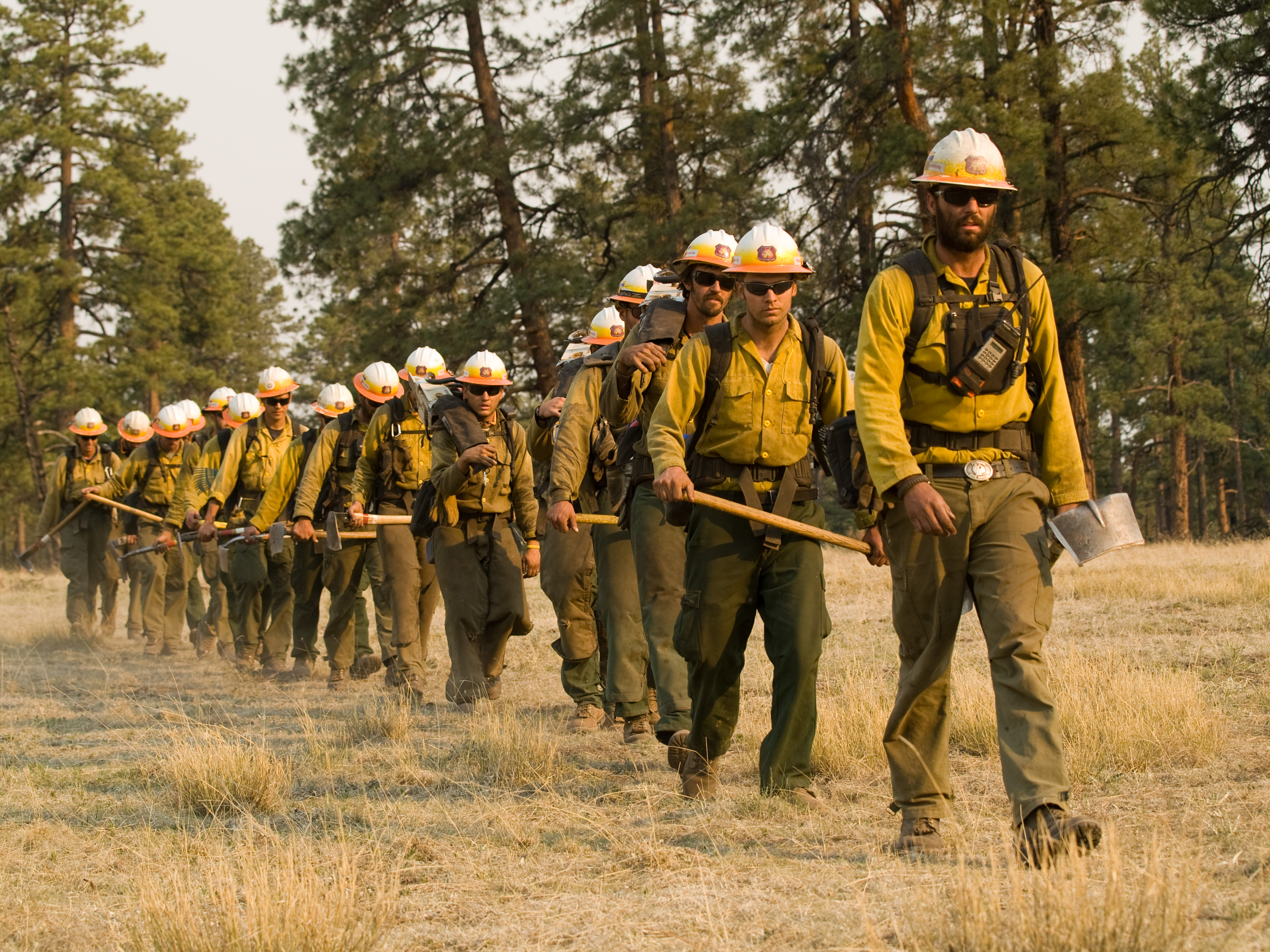
Mitglieder der Payson Hotshot Crew aus Arizona während eines Einsatzes beim Whitewater–Baldy complex Fire in New Mexico

Die Interagency Hotshot Crews (IHC), kurz als „Hotshots“ bezeichnet, sind die am besten ausgebildeten und erfahrensten Feuerwehreinheiten zur Wald- und Flurbrandbekämpfung in den USA. Sie bestehen aus 18 bis 22 Feuerwehrleuten und zählen zu den Handcrews, denen das händische Anlegen von Brandschneisen zukommt. Der Begriff „Hotshot“ bezeichnet umgangssprachlich den heißesten Teil eines Feuers und sollte den Einsatzort der Truppe charakterisieren. Da sie meist mit anderen Crews zusammenarbeiten und auch außerhalb ihres Bundesstaates eingesetzt werden können, sind Aufnahmekriterien, Ausbildungs-, Führungs- und Arbeitsweisen national vereinheitlicht. 
Landesweit gibt es 114 Hotshot Crews, davon konzentrieren sich 60 in den durch Wald- und Buschbränden besonders betroffenen Bundesstaaten Kalifornien und Arizona. Eine weitere Elitefeuerwehrtruppe mit ähnlichem Aufgabengebiet sind die Smokejumper, welche ihre oft entlegenen Einsatzgebiete mit dem Fallschirm erreichen.

## Geschichte
Ihre Anfänge liegen in der Gründung des Civilian Conservation Corps (CCC) in den 1930ern und 40ern, das vor allem Naturschutzprojekte abschloss, aber bei Bedarf als organisierte Brandbekämpfungstruppe eingesetzt wurde. Die ersten als Hotshots bezeichneten Einheiten entstanden nach dem Zweiten Weltkrieg in Kalifornien. Aufgrund des Erfolgs und der Notwendigkeit stehender Einheiten zur Wildfeuerbekämpfung wurden 1961 Interregional Fire Suppression Crews (IRFS) geschaffen, welche landesweit eingesetzt werden sollten und daher in der Nähe von Flughäfen stationiert wurden. Insgesamt entstanden 15 solcher Crews, welche sich durch ihren effektiven Einsatz in unwegsamem Gelände, logistische Unabhängigkeit und einen hohen Korpsgeist auszeichneten.
1980 erfolgte die Umbenennung der IRFS-Crews in Interagency Hotshot Crews, es entstanden neue Einheiten und auch die ersten Frauen traten in den Dienst ein. Mitte der 1990er Jahre wurde ein Interagency Hotshot Crew Operations Guide verabschiedet, um die Verantwortlichkeiten und Anforderungen der Crews zu standardisieren. 

## Struktur und Ausrüstung

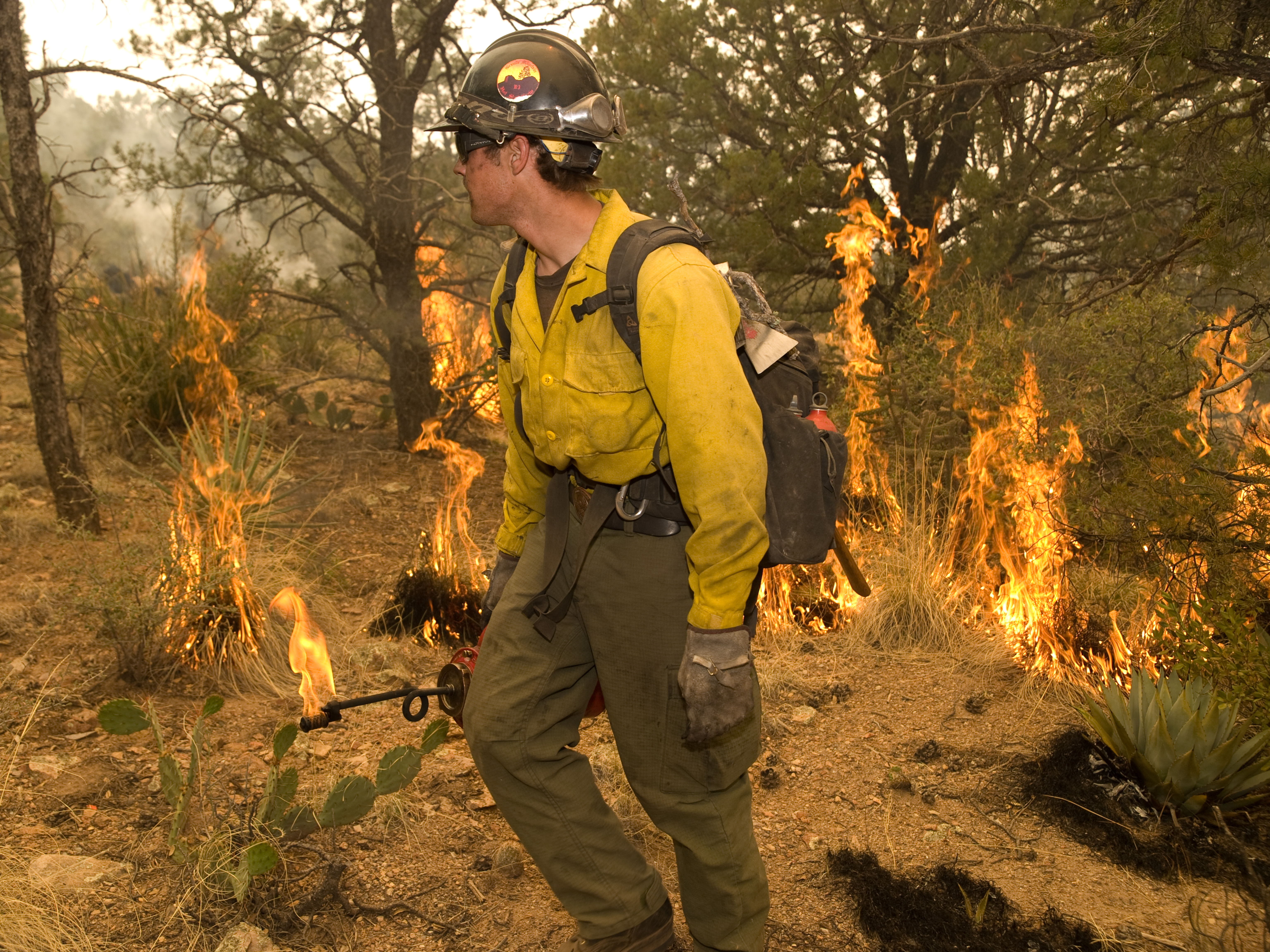
Ein Granite Mountain Hotshot beim Ausbrennen von Vegetation mittels Drip Torch.

Eine Hotshot Crew muss seit 1995 aus sieben Vollzeit-Berufsfeuerwehrleuten bestehen, der Rest sind saisonale Feuerwehrleute die nur während der jeweiligen Brandsaison Dienst versehen. Der Führungsstab setzt sich aus einem Superintendent, einem Assistant-Superintendent bzw. Captain, drei Squad-Leaders und zwei Senior Firefighters, oder aber aus einem Superintendent, zwei Assistant-Superintendents bzw. Captains, zwei Squad-Leaders und zwei Senior Firefighters zusammen.
Der Mindestverfügungszeitraum einer Crew beträgt 90 aufeinanderfolgende Kalendertage im Jahr, an denen die komplette Mannschaft mindestens 40 Stunden in der Woche gemeinsam trainiert oder arbeitet. Nach dem Erhalt von Aufträgen muss die Crew innerhalb von zwei Stunden die Abmarschbereitschaft erreicht haben. Eine Hotshot Crew muss in der Lage sein, einen in Gruppen aufgeteilten Erstangriff auf ein Feuer durchzuführen, Brandschneisen und Gegenfeuer anzulegen, sowie logistisch autark jeden Einsatzort innerhalb der USA mit Land- oder Luftfahrzeugen zu erreichen. Anfallende Kosten werden mittels Kreditkarten oder durch die zuständige Beschaffungsbehörde beglichen.
Zu ihrer Ausrüstung gehören Erste-Hilfe-, Koordinations- (z. B. GPS), Kommunikations- und Leuchtmittel, Wettermessgeräte, brandhemmende Schutzkleidung und Fire Shelters. Darüber hinaus verfügen sie über eine Reihe von Handwerkzeugen zur Bearbeitung des Bodens und zum Entfernen der Vegetation, darunter Kettensägen, Handsägen, Schaufeln, Hacken, Chingaderas, McLeods und Pulaskis, sowie Driptorches zum Ausbrennen von Vegetation und Legen von Gegenfeuern.

## Einsatz und Gefahren

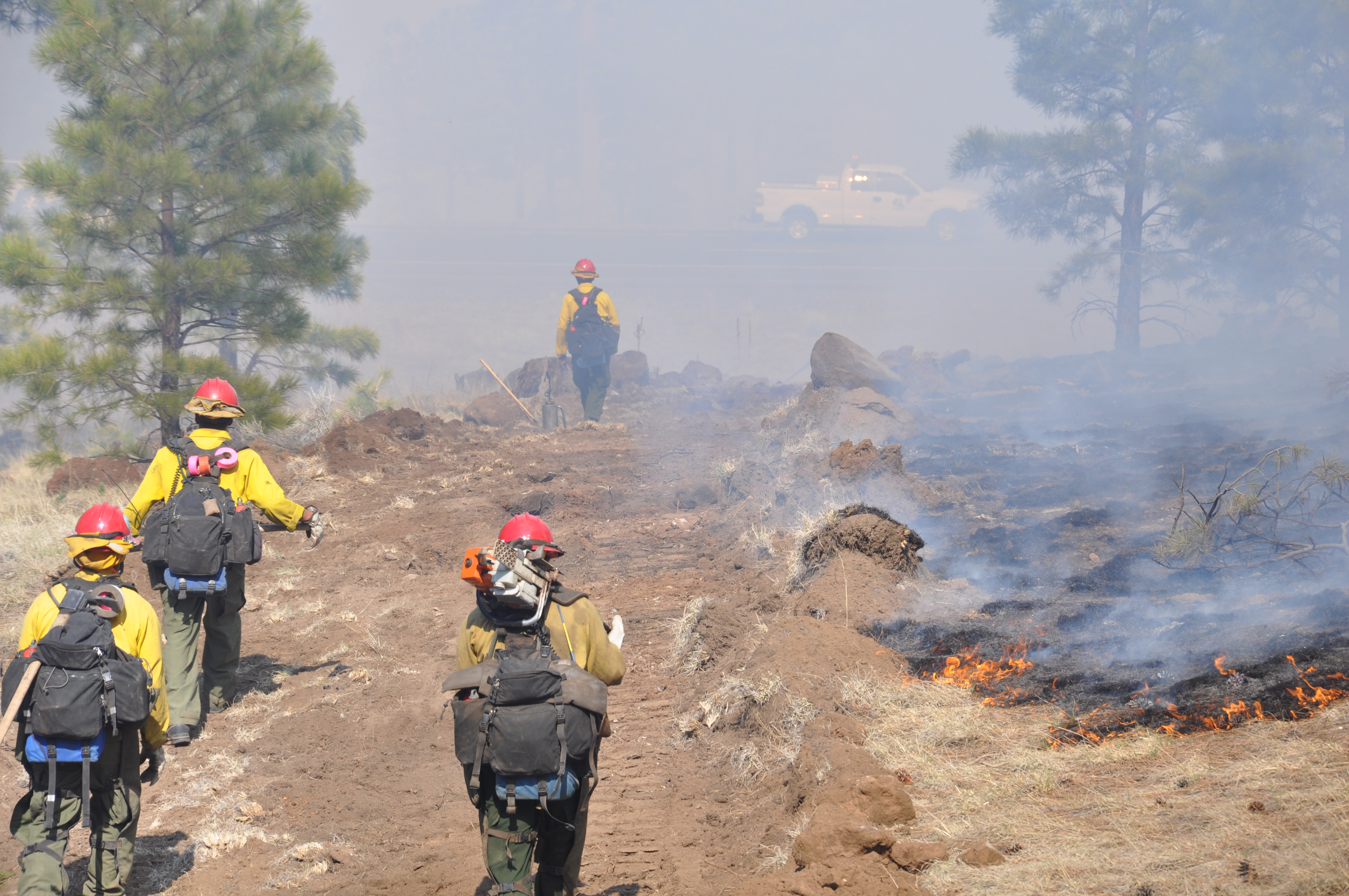
Mormon Lake Hotshots auf einer Planierraupen-Brandschneise.

Ihrem Namen entsprechend werden Hotshots direkt in Feuernähe und meist in unwegsamem und unübersichtlichem Gelände eingesetzt, das von Arbeitsmaschinen wie Planierraupen nicht erreicht werden kann. Von einem sicheren Ankerpunkt aus, werden Brandschneisen rund um ein Feuer gezogen, um dessen Ausbreitung einzudämmen bzw. auf das vorgefundene Maß zu begrenzen. Dazu werden Bäume, Büsche, Sträucher und Gräser entfernt, so dass nur noch der mineralische Boden vorhanden ist. Ein Arbeitstag dauert in der Regel zwischen 10 und 16 Stunden. Die Länge und Breite der Schneisen richtet sich nach den Gegebenheiten vor Ort. Bei ihrer Tätigkeit arbeiten die Hotshots meist mit den Besatzungen von Löschflugzeugen bzw. Löschhubschraubern zusammen, welche mit ihren brandhemmenden Mitteln die Wirkung einer Brandschneise verstärken, oder aber das Vordringen des Feuers verlangsamen können. 
Nach dem Anlegen der Schneise muss diese überwacht und gegen ein Überspringen der Flammen gesichert werden. Dabei bekämpfen die Hotshots Schwelbrände in Bäumen oder durch Funkenflug ausgelöste Einzelfeuer. Wenn die Bedingungen es zulassen, kann auch ein Gegenfeuer an der Schneise gestartet werden, welches dem Hauptfeuer entgegenbrennt und ihm so die „Nahrung“ raubt.
Neben der Absturz- und Steinschlaggefahr im Steilgelände, besteht auch die Gefahr herabfallender Äste oder umstürzender Bäume. Wind, Wetter und Topografie können innerhalb kürzester Zeit die Richtung und Intensität eines Brandes beeinflussen. Diese Faktoren führten bereits in der Vergangenheit zu mehreren schweren Unglücken mit Hotshot Crews, wie dem Loop Fire 1966 (12 Tote), dem South Canyon Fire 1994 (9 Tote) und dem Yarnell Hill Fire 2013 (19 Tote), letzteres wurde 2017 unter dem Titel No Way Out – Gegen die Flammen (Originaltitel Only the Brave) verfilmt.